# Lord Lyon
El Lord Lyon, rei d'Armes (en anglès: The Right Honorable the Right Honorable the Lord Lyon King of Arms o simplement Lord Lyon King of Arms) és el gran oficial d'estat de rang més baix a Escòcia, cap de la Cort del Lord Lyon, i és el Oficial escocès encarregat de regular l'heràldica en aquest país, atorgar nous escuts i exercir de jutge de la Cort de Lord Lyon, el tribunal heràldic més antic del món.
A principis del segle XIX, el càrrec era ocupat per un noble important, el comte de Kinnoull, les funcions del qual eren a la pràctica exercides pel vice-Lyon. La pràctica de nomenar un vice-Lyon, però, va acabar el 1866.
Lord Lyon és responsable de supervisar el cerimonial estatal a Escòcia, atorgar nous escuts a persones o organitzacions, confirmar genealogies provades i reclamar els escuts existents. A més, registra nous tartans de clan a petició del cap del clan. El registre del Lyon, és oficialment el registre públic de tots els escuts i càrrecs d'Escòcia, en el qual Lord Lyon enregistra tots els escuts d'Escòcia, data de 1672.
A causa del fet que la Cort del Lord Lyon és un departament governamental, les taxes pagades per l'atorgament d'escuts són recaptats pel Tresor. L'ús il·legítim d'escuts d'armes és un delicte penal a Escòcia i es tracta de la mateixa manera que l'evasió fiscal. Els judicis se celebren al Tribunal de Lord Lyon, en el qual Lord Lyon és l'únic jutge. Les apel·lacions de les decisions del Tribunal de Lord Lyon es poden presentar al Tribunal de Sessió d'Edimburg. No es pot recórrer si el lord Lyon es nega a atorgar un escut, ja que no es tracta d'una funció judicial, sinó d'un exercici de la seva funció ministerial; No obstant això, és possible apel·lar a través de la revisió judicial si es pot demostrar que Lord Lyon va actuar sense raó.
L'oficina de Lord Lyon té diverses oficines corresponents a Anglaterra que duen a terme les funcions individuals:
- Com a responsable de les cerimònies estatals escoceses, troba un paral·lelisme a Anglaterra en el comte mariscal.
- És l'autoritat heràldica com ho és el rei d'armes a Anglaterra.
- Lord Lyon és l'únic «rei d'armes» d'Escòcia, és a dir, el màxim oficial heràldica. Anglaterra en té tres: el Garter king of arms (Garter), el Clarenceux (responsable del sud d'Anglaterra) i el Norroy i Ulster (responsable del nord d'Anglaterra i Irlanda del Nord). A diferència del rei d'armes anglès, que no pot assignar escuts d'armes sense una opinió favorable del comte mariscal anglès, Lord Lyon no requereix cap permís, els assigna pel seu propi poder.
- Mentre que a Anglaterra, el Tribunal de cavalleria, que es va reunir per última vegada l'any 1954, és un tribunal civil, a Escòcia, el Tribunal de Lord Lyon actua amb freqüència i té jurisdicció penal. El Lord Lyon té el poder de retirar els escuts i el que estiguen col·locats, de fer-los destruir. Per exemple, quan a la dècada de 1990 es va renovar l'Ajuntament de Leith, que més tard es va utilitzar com a comissaria de policia, es va descobrir que diversos escuts que decoraven la sala del Consell s'atribuïen a persones equivocades. Aleshores es va concedir un permís especial a la policia per mantenir-los exposats amb la condició que els guies turístics destacaren les anomalies històriques.

Lord Lyon és també un dels pocs individus d'Escòcia a qui se li permet oficialment l'ús del "Lion Rampant", l'estàndard reial d'Escòcia. El mateix títol de Lord Lyon prové d'aquest emblema "Lleó rampant".
S'ha creat una nova corona per a Lord Lyon, inspirada en la corona reial escocesa que es troba a la insígnia reial. Aquesta corona té arcs desmuntables (com una de les darreres corones de la Reina Mare), que s'eliminaran durant la coronació, per evitar qualsevol possibilitat de traïció.

## Llista de caps d'oficina
A continuació es mostra la llista dels Lord Lyon des del seu origen (al voltant de 1399 dC) fins a l'actualitat.
| - Henry Greve (c.1399) - Douglas (1400-1421) - Alexander Nairne de Saintfoord (1437–1450) - Duncan Dundas (1450–1488) - Sir Andrew Murray de Truim (1488-1496) - Henry Thomson de Keillour (1496–1512) - Sir William Cumyng d'Inverallochy (1512–1519) - Thomas Pettigrew de Magdalensyde (1519-1542) - Sir David Lyndsay of the Mount (1490–1555) - Sir Robert Forman, fet herald el 1540, (1555–1567) - Sir William Stewart (1567–1568) - Sir David Lindsay de Rathillet (1568–1591) - Sir David Lindsay de la muntanya (Secundus) (1591–1621) - Sir Jerome Lindsay (1621–1630) - Sir James Balfour (1630–1658) - Sir James Campbell (1658–1660) - Gilbert Stewart (1660) | - Sir Alexander Dundas (1660–1663) - Sir Charles Erskine, Bt (1663–1677) - Sir Alexander Erskine (1677–1726) - Alexander Brodie of that Ilk (1727–1754) - John Hooke-Campbell (1754–1796) - El 10é comte de Kinnoull (1796–1804) - 11é comte de Kinnoull (1804–1866) - George Burnett (1866–90) - Sir James Balfour Paul (1890–1927) - Capità George Swinton (1927-1929) - Sir Francis Grant (1929–1945) - Sir Thomas Innes de Learney (1945–1969) - Sir James Grant (1969–1981) - Sir Malcolm Innes d'Edingight (1981–2001) - Robin Orr Blair (2001–2008) - William David Hamilton Sellar (2008–2014) - Joseph John Morrow (2014-) |